# 頓智ドット
株式会社tabとは、iPhoneやiPadのアプリ、WEBサービスを運営するソフトウェアの開発会社である。2014年1月22日に頓智ドット株式会社（Tonchidot corporation）から社名変更した。GPS技術を活用したAR(拡張現実）の先がけとなったiPhone、Android向けのアプリ「セカイカメラ」を中心に展開していた。現在は、位置情報を使ったキュレーションO2Oサービス「tab」を運営している。

## 会社沿革
- 2008年8月4日 - 頓智ドット株式会社を設立。CEOは井口尊仁。
- 2008年9月 - Techcrunch50で「セカイカメラ」コンセプト発表。[1]
- 2009年9月 - 「セカイカメラ」App Storeでリリース（4日間で10万ダウンロードを記録）。[2]
- 2009年12月 - 「セカイカメラ」Ver2.0をApple Store Ginzaで発表。同月、DCMベンチャーズおよび伊藤忠テクノベンチャーズが総額400万ドルを出資。[3]
- 2010年3月 - 「セカイカメラ」OpenAirPublishers for APIを発表。リクルート、東急ハンズ、楽天トラベル等の企業との提携サービスを発表。デジタル・コンテンツ・オブ・ジ・イヤー'09/第15回AMD Awardで、大賞/総務大臣賞を受賞。[4]
- 2010年5月 - iPad版「Sekai Camera for iPad」をAppStoreでリリース。
- 2010年6月 - au携帯電話（BREW4.0以上）に対応した「セカイカメラZOOM」をリリース。
- 2010年7月 - Android版「Sekai Camera for Android」をAndroid Marketでリリース。
- 2010年8月 - KDDIが4億4800万円を出資。[5]
- 2010年9月 - CEDEC 2010 内で行われたCEDEC AWARDSでネットワーク部門の最優秀賞を受賞。[6]
- 2011年3月 - 位置情報とソーシャルグラフを組み合わせたコミュニケーションサービス「domo」をApp StoreとAndroid Marketでリリース。2011年3月26日に商標の問題によりサービス停止[7]、必ず復活させると予告したが[8]、復活することなく終了。
- 2011年3月23日 - 東京電力の電力供給状況APIを組み込んだ節電アプリ「東京節電」をAndroid Marketでリリース。4月3日にAppStoreでもリリース。[9]
- 2011年4月2日 - Android 3D液晶搭載端末「LYNX 3D (SH-03C)」向けに「3Dセカイカメラ」を4月限定公開でリリース[10]
- 2011年12月8日 - 谷口昌仁が代表取締役社長 兼 CEOに就任。井口尊仁は取締役会長 兼 CMOに就任[11]。
- 2012年6月27日 - tab をリリース
- 2012年11月30日 - 井口尊仁が退職[12]
- 2012年12月14日 - tab が App Store Best of 2012 の「友達といっしょに」のカテゴリに掲載[13]
- 2014年1月22日 - セカイカメラ全サービス終了。株式会社tabに社名変更。約4億円の資金を調達[14]。
- 2015年10月 - 株式会社tabを株式会社オープンランウェイズが吸収合併。
- 2017年5月 - 株式会社オープンランウェイズは破産手続きを取り、同月15日に株式会社ショーケース・ティービーにVR事業を譲渡した[15]。